# Governo provvisorio di Israele
Il governo provvisorio di Israele (in lingua ebraica: הממשלה הזמנית של ישראל, trad. HaMemshela HaZmanit) era il Gabinetto temporaneo che governava la comunità ebraica-Yishuv durante il mandato britannico della Palestina, ed in seguito il nuovo Stato di Israele, fino alla formazione del primo governo di Israele nel marzo del 1949 in seguito alle elezioni parlamentari in Israele del 1949 per la Knesset a gennaio di quell'anno.
Con il mandato britannico che si concluderà il 15 maggio del 1948 l'organo di governo della comunità ebraica, il Consiglio nazionale ebraico (in ebraico: ועד לאומי), il 2 marzo del 1948 iniziò i lavori per l'organizzazione di un governo provvisorio ebraico.
Il 12 aprile seguente formò il Minhelet HaAm (in ebraico: מנהלת העם, lett. Amministrazione popolare); tutti i suoi membri provenivano da Moetzet HaAm (Provisional State Council), l'organismo legislativo temporaneo istituito allo stesso tempo. La struttura dipartimentale della JNC fungeva da base per i ministeri del governo ad interim.

## Gabinetto ministeriale
| People's Administration (Minhelet HaAm)                           | People's Administration (Minhelet HaAm) | People's Administration (Minhelet HaAm) | People's Administration (Minhelet HaAm)         |
| Posizione                                                         | Titolare                                | Ritratto                                | Partito politico                                |
| ----------------------------------------------------------------- | --------------------------------------- | --------------------------------------- | ----------------------------------------------- |
| Primo Ministro Ministro della Difesa                              | David Ben Gurion                        |                                         | Mapai                                           |
| Ministero dell'agricoltura                                        | Aharon Zisling                          |                                         | Mapam                                           |
| Ministero della finanze                                           | Eliezer Kaplan                          |                                         | Mapai                                           |
| Ministero degli Affari esteri                                     | Moshe Sharett                           |                                         | Mapai                                           |
| Ministero della salute Ministero dell'immigrazione                | Haim-Moshe Shapira                      |                                         | Hapoel HaMizrachi                               |
| Ministero degli interni                                           | Yitzhak Gruenbaum                       |                                         | Indipendente                                    |
| Ministero della giustizia                                         | Pinchas Rosen                           |                                         | Partito della Nuova Aliyah/Partito Progressista |
| Ministero del lavoro e delle costruzioni                          | Mordechai Bentov                        |                                         | Mapam                                           |
| Ministero della sicurezza interna Ministero delle minoranze       | Bechor-Shalom Sheetrit                  |                                         | Comunità Sefardite e Orientali                  |
| Ministero dei servizi religiosi Ministero delle vittime di guerra | Yehuda Leib Maimon                      |                                         | Mizrachi                                        |
| Ministero del commercio e dell'industria                          | Peretz Bernstein                        |                                         | Sionisti Generali                               |
| Ministero dei trasporti e della sicurezza stradale                | David Remez                             |                                         | Mapai                                           |
| Ministero degli affari e dei servizi sociali                      | Yitzhak-Meir Levin                      |                                         | Agudat Yisrael                                  |